# Друг для друга
«Друг для друга» — областная еженедельная общественно-информационная газета, основная 26 августа 1994 года. Газета распространяется по подписке и в розницу на территории Курска и Курской области. Существует электронная версия издания на сайте. Учредителем газеты является ООО «Друг для друга - Медиа».

## О газете
Направленность — новости Курска и области, полезная информация, в том числе реклама. Девиз: «Всегда интересная семейная газета»
На сегодняшний день «Друг для друга» выходит с еженедельной периодичностью (по вторникам) в формате А3 на 32-х полосах, из них 16 (первая, последняя и 14 внутренних полос) — полноцветные.
Тираж на 1 ноября 2018 года — 27800 экземпляров. Тираж еженедельно официально сертифицирует Национальная тиражная служба (с 1999 года) и подтверждает независимая аудиторская фирма «Юником/МС консультационная группа».
Газета «Друг для друга» содержит информационные и аналитические статьи, интересные факты о жизни города, частные объявления, телепрограмму местных каналов, афиши кинотеатров города Курска, сканворды, прогноз погоды и др. Издание участвует в общественной жизни Курской области освещая на своих страницах деятельность органов региональной и муниципальной власти: администраций области, городов и районов, Облдумы. Газета поднимает актуальные проблемы: рассказывает о национальных проектах, реформах в социальной сфере и ЖКХ, образовании и здравоохранении, уделяет внимание теме борьбы с коррупцией среди чиновников. Но главные герои публикаций «Друг для друга» — простые жители Курской области, их необычные судьбы и увлечения.
Большим подспорьем в популяризации издания стал сайт «ДДД», созданный в марте 2003 года. С 2018 года - сетевое СМИ «Друг для друга Курск Онлайн». Является лидером среди электронных СМИ в Курской области по версии LiveInternet. На сайте представлены самые важные и интересные новости Курской области в режиме онлайн, свежий номер газеты, обратная связь, видео и т. д. Ежедневно сайт «Друг для друга» посещает около 30 тысяч пользователей Интернета.
Газета «Друг для друга» также имеет свои ресурсы в популярных соцсетях ВКонтакте и Одноклассники, в Telegram, TikTok, YouTube.
В газете действуют отделы верстки и дизайна, поддержки сайта газеты, рекламный, аналитический и технический отделы. На страницах газеты развита система обратной связи с читателями. В штате газеты работают 6 журналистов, издание активно сотрудничает и с внештатными авторами.

## История
Издание газеты началось 26 августа 1994 года в формате бесплатного еженедельника на четырех страницах с рекламой, частными объявлениями и телепрограммой. Название издания было придумано его первым редактором Сергеем Фадеевым. 
В 1995 году была открыта подписка на газету, а сама она расширилась до восьми полос. К осени 1996 года тираж «Друг для друга» вырос с пяти до 12 тысяч экземпляров.
В ноябре 1996 года учредителем газеты стала корпорация «ГриНН». В газете «Друг для друга» сменилось руководство, и вместо Фадеева главным редактором стал Александр Мартынков. Также был увеличен штат редакции, изменен дизайн газеты и увеличено количество полос сначала до 16, а потом до 24. Это позволило ввести новые интересные рубрики, расширить объем полезной и достоверной информации, предлагаемой курянам. Затем главным редактором работала Елена Кондратьева.
В конце 2005 года печатная версия «ДДД» претерпела новое качественное изменение. Изменился облик газеты — издание частично перешло на полноцветную печать. Издателем стало ООО «Друг для друга — Медиа».
На выставке «Вся пресса-2005» еженедельник «Друг для друга» стал дипломантом конкурса «Лучшие идеи газетного бизнеса». Само издание и многие его сотрудники каждый год удостаиваются разных наград от областного Союза журналистов, государственных структур и общественных организаций. Трое сотрудников награждены Почетной грамотой Курской области.
12 апреля 2012 года Национальная тиражная служба подвела итоги конкурса «Тираж-рекорд года 2011». Газета «Друг для друга» признана лауреатом 11-й ежегодной премии в области издательского бизнеса в номинации «Региональная еженедельная газета общего интереса».
Главным редактором газеты с 2023 года является Вебер Марина Вячеславовна. С 2002 по 2023 годы главным редактором «ДДД» работал Новиков Евгений Александрович. Коммерческий директор газеты и директор рекламной службы (с 1998 года) — Полторацких Евгений Владимирович. Директором ООО «Друг для друга — Медиа» с 2000 по 2017 годы являлся Скляр Дмитрий Борисович.